# كيزارو
بورسالينو أو كما يعرف بكيزارو، هو أحد شخصيات أنمي ومانغا ون بيس، وهو أحد الإدميرالات الثلاثة لقوات البحرية، وهو قوي جدا، وقد ذكر أول مرة عن طريق نيكو روبين عند لقائهم الإدميرال أوكيجي أول مرة، ويعتبر أحد الشخصيات الرئيسية في حرب المارين فورد وأرخبيل شابوندي وهو قوي جدا وقيل أنه بسرعة الضوء وتعتبر جنسيته  حيث صرح اودا انه من الجزائر .

## مظهره
كيزارو شخص طويل للغاية، وهو بنفس حجم الإدميرالين أوكيجي وأكاينو، وهو أطول من بروك كيزارو هو رجل في منتصف العمر مع كمية معتدلة من التجاعيد على وجهه، ولحية رقيقة جدا، ويبدو أكبر من الأدميرالات الاثنين الآخرين (في حين أنه من غير المعروف ما إذا كان كذلك في الواقع)
يرتدي كيزارو زيا خاصا فهو قميص أصفر مخطط بخطوط صفراء قاتمة وكذلك البنطال المخطط بخطوط صفراء، وهو يضع معطف البحرية على كتفه لكنه لا يرتديه، ويرتدي كيزارو أحذية بيضاء تماما، ويرتدي نظارات شمسية، ويرتدي قميصا لونه أخضر داكن تحت البدلة الصفراء مع ربطة عنق وردية اللون، ويرتدي ساعة يد، وهو دائما مبتسم
وقبل 25 سنة من بداية القصة كان يرتدي قبعة البحرية، ولم تكن لحيته كاملا مثل الآن، ولم يكن يرتدي نظارات، ولا حتى ربطة عنق وقبل 13 سنة كان كيزارو نائب إدميرال، وقد كان يرتدي بدلة فضية مع ربطة عنق، وقفازات سوداء، وكان يرتدي قبعة دائرية، ويضع سيجارة في فمه.

## شخصيته
كيزارو بارد الاعصاب جدا، ومسترخي ويتحدث ببطء وهدوء، وهو أمر غريب بالنسبة لفاكهة الشيطان الخاصة به وهي فاكهة الضوء، وهو يتخذ قراراته بسرعة دون تردد، ولا يشعر بالصدمة إذا شاهد شيئا غريبا، ولم يبالي عندما أطلق القراصنة النار عليه بالكان مهتما بأن يأتي رئيسهم، وبعد أن اقتلع شجرة المنغروف في أرخبيل شابوندي ضحك على منافسه وقال أن القوى التي استخدمها كانت مفرطة، وهو هادئ جدا، حتى عند حالات التوتر، مثلا عندما ظهر هوكينز سالما من هجومه، أو عندما ظهر رايلي، وهو يتحدث بطريقة استفزازية، ويستهزئ بالجميع ويسخر منهم، كما فعل بلوفي في أرخيبل لأنه كان ضعيفا جدا، وهو دائما يسخر من خصومه سواء بالمعركة أو خارج المعركة كما فعل بإدوارد نيوجيت، وهو شارد الذهن دائما وغير كفيل بالمسؤولية، وهو يسدد ضربات قوية للقراصنة، اقتلع شجرة المنغروف بأملها، وهو يفضل مناداته باسمه الحقيقي بورسلينو بدلا من اسمه المستعار.
بعد أن علموا بأن لوفي وصل أرخبيل شابوندي طلب كيزارو من سينجوكو أن يرسله إلى لوفي لكي يطرده، لكي يقوم بواجبه كإدميرال، وقد كان في ارخيبل أكثر استرخاءً ومهددا، وقد خاب أمله عندما تصدى له رايلي وهرب لوفي وطاقمه.
ويبدو بورسلينو من جهة أخرى أكثر غضبا من أوكيجي عندما تمكن مونكي دي لوفي وترافالجر لاو من الهرب من المارينفورد، وكان يريد قتلهم.
ومعا ذلك ولكنه قد أظهر قسوته سابقا وأنه مهتم تماما بتطبيق العدالة التامة، ولم يظهر أي تعاطف مع القراصنة، وسلوكه طائش تماما ضد القراصنة الذين يستهدفهم، حتى قرر القبض على رايلي الذي تخلى عن القرصنة منذ 20 سنة، وذلك بسبب انه كان عضوا في طاقم ملك القراصنة غولد دي روجر ولا يمكن نسيان جرائمه مع روجر، واحتلال أرخبيل من قبل 500 قراصانا، وهو يرى الشيشيبوكاي ليسوا سوى قراصنة خطرون حتى لو تعاونوا مع الحكومة، ولم يظهر كيزارو أي رحمة حتى بعد أن كان أورز مصابا وملطخا بالدماء وفقد أحد قدماه، وقد هاجمه بعنف.
أغلب الأقوال على كيزارو على أن خصومه كانوا أقوياء ومخيفين، وقد كان لديه قوة لهزيمتهم بفضل فاكهة الشيطان، ولقد حاول قتل اللحية البيضاء لولا تصدي قائد الفرقة الأولى لقراصنة اللحية البيضاء ماركو الذي تمكن من تخطي هجوم كيزارو بسهولة وإسقاطه، ليعرف ما مدى قوة قراصنة اللحية البيضاء، وقد قال كيزارو على لوفي عندما تحدى الإدميرالات على أنه مخيف، وقد تعرض كيزارو لهجوم من بين بيكمان لكنه لم يمت ولقد تغير كيزارو وأصبح خائفا ولم يبدو أنه كان يسخر من خصمه أو كان جادا.

## علاقاته

### البحرية
إن علاقة كيزارو مع زملائه في البحرية علاقة جيدة، فقد كانوا معه في المعركة في المارينفورد وكان هو يساعدهم أيضا، وقد قلقوا عليه عندما شاهدوه يتعرض للضرب من ماركو، وأيضا عندما تعرض لهجوم من أورز.
وعلاقته جيدة جدا مع كلا الإدميرالين أوكيجي وأكاينو ويبدو مسترخيا معهم
وقد كان سينتمورو يناديه بالإدميرال كيزارو لشدة أحترامه له.

### القراصنة
كيزارو لا يظهر رحمة للقرصانة، حتى للقراصنة القدامى مثل سيلفرس رايلي، وعندما قاطع مهمته ليقاتل السوبرنوفا باسيل هوكينز، وتمكن كيزارو من هزيمة 500 قرصان وإرسالهم إلى الامبل داون، وقد تقاتل بوحشية مع قراصنة اللحية البيضاء وحلفائهم في حرب المارينفورد، وهو دائما ينفذ أوامر رئيس الإدميرالات القائد سينجوكو.
وهو على صداقة صغيرة مع الشيشيبوكاي كوما، وذلك فقط أثناء العمل لأن كوما كان ملتزما بالتعاون مع حكومة العالم.
وكيزارو يكره قراصنة اللحية البيضاء جدا، وخصوصا بعد هزيمته من قبل أقوى قراصنة اللحية البيضاء ماركو أمام جميع جنود البحرية والإدميرال أكاينو، وبعد أن تمكن أكاينو من إصابة اللحية البيضاء إصابة بالغة مما أشغل ماركو، تمكن كيزارو مع نائب الإدميرال أونيجوا من مهاجمة ماركو معا وإسقاطه لأنه لم ينتبه.
وقد كان كيزارو يسعى للقضاء على قراصنة قبعة القش لولا تدخل ملك الظلام سيلفرس رايلي وقتالهما، وقد كان أحد الشخصيات المهمة في ارخبيل شابوندي وحرب المارينفورد.

## قواه
كيزارو قوي جدا، وبصفته إدميرال قوات البحرية فتحت أمره عدد كبير من الجنود، وقد تمكن من هزيمة قوة النجم بسهولة في أرخبيل شابوندي، وهو قادر على تحديد الحراكات التي داخل الماء كما ظهر في حرب المارينفورد، وهو يمتلك قوة بدينة كبيرة، حيث أنه لم يخدش عندما تعرض للركل من قبل ماركو، وهو قادر على قتال سلفارس رايلي واللحية البيضاء على الرغم من قدرة الهاكي الخاصة بهم، وهو يمتلك دقة في التصويب كما قام بالهجوم لى مونكي دي لوفي، ويمتلك سرعة مذهلة تجعله أحد أقوى قوات البحرية كإدميرال، وحتى عندما كان نائب إدميرال كان كيزارو قويا جدا.

### فاكهة الشيطان
فاكهته تسمى بيكا بيكا نو مي، أو كما تسمى بفاكهة الضوء، وهي من نوع اللوجيا، وكمستخدم للوجيا فهو لا يتأثر بالضربات العادية أبدا فهو يتحول إلى ضوء، ويمكنه الهجوم بسرعة الضوء، ويمكنه توكين أنفجارات ضوئه وأطلاق الأشعة الضوئية القوية بدقة من يديه، وركل ركلة بقدمه ضوئية، ويمكنه تدمير المباني بسهولة، تتحرك من مكان إلى آخر بسرعة الضوء.
ويمكنه صنع سيف قوي جدا من الضوء، ويمكنه بهذا السيف التصدي للهاكي كما ظهر عند قتاله مع رايلي، وكيزارو أحد أقوى الشخصيات في ون بيس بلا منازع.

### الهاكي
جميع الإدميرالات يمتلكون الهاكي، وبما فيهم كيزارو، ولقد كان يمتلكه منذ أن كان نائب إدميرال، ونوع الهاكي الخاص به هو بوسوشوكو، استخدمه لصد هجوم اللحية البيضاء عندما حاول تدمر منصة الأعدام.

### أسلحته
لا يمتلك كيزارو أسلحة مثل المسدسات أو البنادق، ولكنه يستطيع تكوين سيف من الضوء بواسطة فاكهة الشيطان الخاصة به، وهو سيف قوي جدا تمكن من مبارزة رايلي بنجاح رغم أنه لم يفز.

## ماضيه
لم يظهر الكثير من ماضي كيزارو، ولكنه ظهر قبل 25 سنة عندما كان يتناقش مع الضابطان الكبيران سينجوكو ومونكي دي جارب عندما كانوا يتناقشون حول الحرب بين غولد دي روجر والنمر الذهبي شيكي ولم يعرف موقف كيزارو، ولكنه كان أحد الضباط المهمين في البحرية في ذلك الوقت، وقد كان كيزارو في عداء مع القراصنة البرمائيين وهم قراصنة الشمس الذين كانوا ينشرون الفساد في البحار بقيادة القائد القوي فيشر تايغر، وقد كان كيزارو غاضبا منهم وكان يحاول قتلهم ولكنه تفاجئ من رأيه فيشر تايغر ميتا دون أن يعلم أحد سبب موته، كما أنه تمكن من التصدي لهجوم البرمائي أورلنغ الذي كان يحاول قتل كيزارو بعد أن كان يعتقد أنهم قد قتلوا فيشر تايغر، وتمكن كيزارو من هزيمة أورلينج بضربة واحدة.

## معاركه
- كيزارو ضد أورلنغ

النتيجة: فوز كيزارو بسهولة.
- كيزارو ضد السوبرنوفا (باسيل هوكينز، أورجي، أكس دراك وركراتشمين آبوو

النتيجة: فوز كيزارو.
- كيزارو وسونتماروبي أكس ضد قراصنة قبعة القش

النتيجة: فوز كيزارو وسونتماروبي أكس.
- كيزارو ضد سيلفرس رايلي

النتيجة: لم يفز أحد
- كيزارو ضد ماركو

النتيجة: فوز ماركو.
- كيزارو ضد مونكي دي لوفي

النتيجة: فوز كيزارو.
- كيزارو، أوكيجي وأكاينو ضد مونكي دي لوفي

النتيجة: فوز الإدميرالات الثلاثة.
- كيزارو وأونيجوما ضد ماركو

النتيجة: فوز كيزارو وأونيجوما.
- كيزارو ضد اللحية البيضاء

النتيجة: فوز كيزارو لانشغال اللحية بأمر لوفي